# (2759) Idoménée
(2759) Idoménée, désignation internationale (2759) Idomeneus, est un astéroïde troyen jovien.

## Description
(2759) Idoménée est un astéroïde troyen jovien, camp grec, c'est-à-dire situé au point de Lagrange L4 du système Soleil-Jupiter. Il présente une orbite caractérisée par un demi-grand axe de 5,181 UA, une excentricité de 0,067 et une inclinaison de 22,0° par rapport à l'écliptique.
Il est nommé en référence au personnage de la mythologie grecque Idoménée, roi de Crète, acteur du conflit légendaire de la guerre de Troie.

## Compléments